# Kanton La Chapelle-la-Reine
Kanton La Chapelle-la-Reine (fr. Canton de la Chapelle-la-Reine) byl francouzský kanton v departementu Seine-et-Marne v regionu Île-de-France. Tvořilo ho 18 obcí. Zrušen byl po reformě kantonů 2014.

## Obce kantonu
- Achères-la-Forêt
- Amponville
- Boissy-aux-Cailles
- Boulancourt
- Burcy
- Buthiers
- La Chapelle-la-Reine
- Fromont
- Guercheville
- Larchant
- Nanteau-sur-Essonne
- Noisy-sur-École
- Recloses
- Rumont
- Tousson
- Ury
- Le Vaudoué
- Villiers-sous-Grez